# Politiske partier i Aserbajdsjan
Dette er en liste over politiske partier i Aserbajdsjan. Aserbajdsjan har et flerpartisystem, men det regerende parti, det Nye Aserbajdsjanske Parti, der har været ved magten siden 1993, er beskyldt for sin autoritære ledelsesstil.
Fra 2022 er 59 politiske partier officielt registreret i Aserbajdsjan. 10 af dem er repræsenteret i Aserbajdsjans nationalforsamling.
| Navn                                        | Navn   | Navn på Dansk                              | Partiformand        | Politiske position          | Ideologi                                                                            | Nationalformsalingen |
| ------------------------------------------- | ------ | ------------------------------------------ | ------------------- | --------------------------- | ----------------------------------------------------------------------------------- | -------------------- |
| Yeni Azərbaycan Partiyası                   | YAP    | Ny Aserbajdsjansk Parti                    | Ilham Aliyev        | Centrum-højre               | Nationalisme, Konservatisme, Euroskepticisme                                        | 70 / 125             |
| Vətəndaş Həmrəyliyi Partiyası               | VHP    | Borgerligt Solidaritetsparti               | Sabir Rustamkhanli  | Højrefløj                   | Nationalkonservatisme, Populisme                                                    | 3 / 125              |
| Azərbaycan Demokratik Maarifçilik Partiyası | ADMP   | Aserbajdsjans Demokratiske Oplysningsparti | Elshan Musayev      | Centrum-højre til højrefløj | Konservatisme                                                                       | 1 / 125              |
| Vətəndaş Birliyi Partiyası                  | VBP    | Borgerligt Enhedsparti                     | Sabir Hadjiyev      | Centrum-venstre             | Socialdemokratisme                                                                  | 1 / 125              |
| Ana Vətən Partiyası                         | AVP    | Fædrelandsparti                            | Fazail Agamali      | Højrefløj                   | Nationalkonservatisme, Nationalisme, Irredentisme                                   | 1 / 125              |
| Böyük Quruluş Partiyası                     | BQP    | Stor Ordensparti                           | Fazil Mustafa       | Centrum-højre               | Liberalisme, Liberalt demokrati, Strukturalisme                                     | 1 / 125              |
| Vəhdət Partiyası                            | VƏHDƏT | Enhedsparti                                | Tahir Kerimli       | Centrum                     | Politisk Unionisme                                                                  | 1 / 125              |
| Demokratik İslahatlar Partiyası             | DİP    | Demokratiske Reformparti                   | Asim Mollazade      | Centrum-højre               | Liberalisme, Reformisme                                                             | 1 / 125              |
| Respublikaçı Alternativ Partiyası           | REAL   | Republikanske Alternative Parti            | Ilgar Mammadov      | Centrum til centrum-højre   | Republikanisme, Liberalt demokrati, Nationalliberalisme, Sekularisme, Pro-europæisk | 1 / 125              |
| Bütöv Azərbaycan Xalq Cəbhəsi Partiyası     | BAXCP  | Hela Azerbajdzjans Folkfront Partiet       | Gudrat Hasanguliyev | Centrum-højre til højrefløj | Socialkonservatisme, Økonomisk liberalisme, Nationalisme, Irredentisme              | 1 / 125              |